# فرودگاه سیونیک
فرودگاه سیونیک (به ارمنی: «Սյունիք» օդանավակայան) یک فرودگاه در ارمنستان است که در کاپان واقع شده‌است. مدت زمان پرواز میان کاپان و ایروان ۴۰ دقیقه است.

## شرکت‌های هواپیمایی و مقاصد پروازی
| شرکت‌های هواپیمایی | مقصدهای پروازی                                    |
| ----------------- | ------------------------------------------------- |
| Novair            | فرودگاه بین‌المللی زوارتنوتس (آغاز ۲۰ ژانویه ۲۰۲۲) |